# Міхаловиці (Груєцький повіт)
Міхаловиці (пол. Michałowice) — село в Польщі, у гміні Могельниця Груєцького повіту Мазовецького воєводства.
Населення — 169 осіб (2011).
У 1975-1998 роках село належало до Радомського воєводства.

## Демографія
Демографічна структура станом на 31 березня 2011 року:
|          | Загалом | Допрацездатний вік | Працездатний вік | Постпрацездатний вік |
| -------- | ------- | ------------------ | ---------------- | -------------------- |
| Чоловіки | 85      | 12                 | 66               | 7                    |
| Жінки    | 84      | 11                 | 54               | 19                   |
| Разом    | 169     | 23                 | 120              | 26                   |